# Райгородка (Новоайдарский район)
Райгородка (укр. Райгородка) — посёлок городского типа являться административным центром Райгородского поселкового совета, относится к Новоайдарскому району Луганской области Украины.
Население по переписи 2001 года составляло 2074 человека. Почтовый индекс — 93543. Телефонный код — 6445. Занимает площадь 5,11 км². Код КОАТУУ — 4423186701. В основном сельчане зарабатывают выращиванием клубники.

## Местный совет
93543, Луганська обл., Новоайдарський р-н, смт. Райгородка, вул. Радянська, 19  (укр.)